# Nerf du canal ptérygoïdien

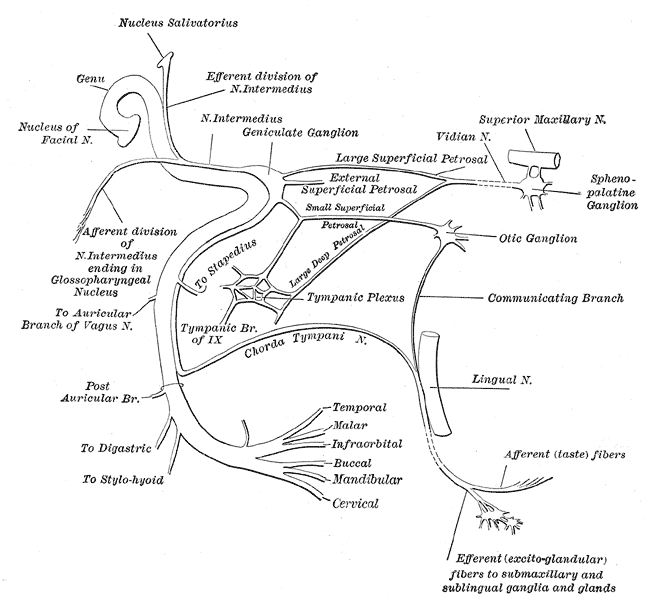
Schéma des nerfs faciaux et intermédiaires avec les autres nerfs, d'après Henry Gray's Anatomy of the Human Body. Le nerf vidien est situé en haut à droite de ce schéma

Le nerf du canal ptérygoïdien, (ou nerf ptérygoïdien, anc. Nerf Vidien) naît de la réunion du nerf grand pétreux  (VII) et du nerf pétreux profond (plexus sympathique carotidien interne) dans la substance cartilagineuse qui remplit le trou déchiré. Il emprunte le canal ptérygoïdien (anciennement canal Vidien) de l'os sphénoïde avec l'artère correspondante pour finalement pénétrer dans la fosse ptérygo-palatine et rejoindre l'angle postérieur du ganglion ptérygo-palatin.
Il véhicule un contingent parasympathique pré-ganglionnaire provenant du noyau lacrymo-muco-nasal et un contingent sympathique post-ganglionnaire issu du ganglion cervical supérieur qui sont à destination de la glande lacrymale ainsi que des glandes et vaisseaux des muqueuses palatines, nasales et pharyngées.

## Illustrations complémentaires

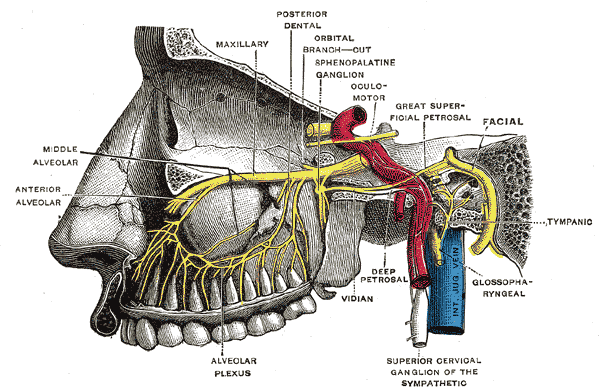
Branches alvéolaires du nerf maxiliaire supérieur et du ganglion sphéno-palatin.
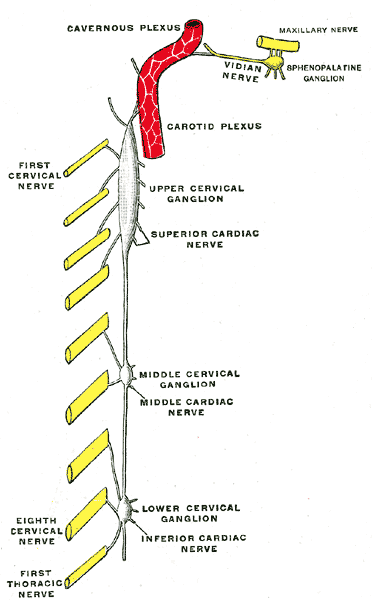
Diagramme du système sympathique cervical.